# Струговня
Струговня — упразднённая деревня в Жуковском районе Брянской области России. Входила на год упразднения в состав Крыжинского сельсовета. Включена в черту деревни Леденёво.

## География
Расположена была к юго-востоку от деревни Леденёво.

## История
До 1929 года в Овстугской волости Брянского (с 1921 — Бежицкого) уезда, с 1929 в Жуковском районе.
В 1964 году была присоединена к деревне Леденёво (Леденево).